# Asesino (juego)
El «juego del asesino» o «el asesino» (también llamado «matón» o «paranoia») es un juego muy utilizado en colegios y universidades. El asesino es, básicamente, un juego de rol en vivo donde el objetivo de los jugadores es «matarse» entre ellos hasta que solo quede uno vivo.
En su libro titulado Rules of Play (2003), los autores Katie Salen y Eric Zimmerman, describen el juego del asesino como un juego «invasor del estilo de vida» pues no está restringido a un intervalo de tiempo específico, sino que está integrado en las actividades cotidianas de los jugadores. Un juego puede durar días o semanas y mientras que el juego progresa, todos los jugadores son blancos de algún otro jugador y, a su vez, todos tienen blancos propios. El juego está diseñado para introducir una atmósfera de paranoia dado que un intento de asesinato puede ocurrir en casi cualquier momento.
Un ejemplo de juego oficialmente publicado con reglas específicas y basado en el juego del asesino es el juego de rol en vivo Killer: The Game of Assassination, creado por Steve Jackson y publicado por primera vez en 1982 por su editorial Steve Jackson Games. Killer: The Game of Assassination fue traducido al castellano en 1991 por la hoy en día desaparecida editorial barcelonesa Joc Internacional con el título Killer, juego de rol en vivo.